# Bradley Nowell
Bradley James Nowell (Long Beach, 22 febbraio 1968 – San Francisco, 25 maggio 1996) è stato un cantautore, musicista ska statunitense di grande influenza, che ebbe il ruolo di leader, cantante, e chitarrista nella rock band dei Sublime.

## Biografia

### 1968-1981 – I primi anni di vita
Bradley Nowell nacque a Long Beach (California). La musica fu una parte integrante nell'educazione di Nowell. La madre di Nowell, Nancy Nowell, fu una cantante con una perfetta tonalità, e suo padre, James Nowell, fu un amante della musica folk e spesso suonava la chitarra durante le riunioni di famiglia. Durante le vacanze, Bradley Nowell spesso suonava e cantava con suo padre e i suoi zii per ore. Brad aveva la capacità di ripetere una canzone con la chitarra dopo averla sentita solo una volta.
A 10 anni i genitori di Nowell divorziarono. Dopo il divorzio Nowell andò ad abitare con sua madre per quattro anni nella contea di Orange. Nel 1981, si trasferì a Long Beach, in California con suo padre. Al contrario della popolazione per la maggior parte ricca e bianca di Orange County, Long Beach era caratterizzata da una popolazione di etnie molto diverse fra loro, tra cui bianchi, afro-americani, ispanici e asiatici. Poiché Long Beach offriva degli affitti minori di Hollywood, dagli anni ‘80 la città coltivò una fiorente comunità di arte metropolitana, includendo una scena musicale che fu terreno fertile per la musica punk, surf, e hip-hop – tre generi musicali che Nowell più tardi incorporò nel suo repertorio musicale. Nowell, in questo periodo della sua vita, non gradì mai la scuola. Spesso, infatti, convinceva sua sorella Kellie a fare i compiti in cui non riponeva grande interesse, al posto suo. "Probabilmente lui fu molto più intelligente di quanto lo sia io" ha dichiarato Kellie, "Ma non era predisposto alla scuola". Infine, gli fu diagnosticato ADD e gli fu prescritto il Ritalin.

### 1981-1988 – Introduzione alla musica reggae
All'età di 11 anni Nowell accompagnò suo padre nelle Isole Vergini. Questo viaggio fu di grande significato nella vita e nella carriera di Nowell perché lo introdusse alla musica Reggae, che rimase per tutta la sua vita la sua preferita, e che lui integrò nello stile musicale per cui più tardi divenne famoso. Poco dopo essere ritornato, gli fu regalata la sua prima chitarra. Nowell apprese così lo stile reggae sulla sua chitarra, esercitandosi ogni giorno. Presto Nowell dimostrò interesse anche per la musica Hip-Hop e per la Punk rock, che lui combinò con il reggae per dare vita al suo stile. A 13 anni, formò la sua prima band, gli Hogan's Heroes, che comunque si sciolse poco dopo la sua formazione. A dispetto del suo iniziale disinteresse per la scuola dell'obbligo, a partire dal 1986 Nowell divenne uno studente modello al liceo Wilson di Long Beach, California. Dopo il diploma, Nowell si iscrisse all'università della California, a Santa Cruz dove si iscrisse ad Economia e Commercio. Nowell decise però, poco prima di ricevere The Bachelor's Degree un particolare tipo di titolo accademico, di abbandonare il college per la carriera musicale. Il prematuro abbandono degli studi di Nowell può essere definito ironico poiché i Sublime, gruppo da lui stesso fondato qualche anno dopo, divenne molto popolare soprattutto nei campus dei college.

### 1988-1996 – La carriera con i Sublime
Nel 1988, Nowell fondò i Sublime con il bassista Eric Wilson e con il batterista Bud Gaugh, che conobbe frequentando l'università a Santa Cruz. I Sublime divennero così, la band più famosa del Sud-California, soprattutto nei campus della California State University, a Long Beach, dove loro, spesso suonavano nelle feste e nei locali in cambio di alcolici. Attorno al 1989, Nowell e Michael Happoltd crearono la Skunk Records, l'etichetta con cui i Sublime distribuirono le loro prime registrazioni (la Skunk Records fu chiamata così in riferimento all'odore della marijuana.). Le cassette con le demo della band venivano vendute anche durante gli spettacoli e nei locali. Pochi anni dopo, i Sublime costruirono il loro primo studio di registrazione, che diede i suoi primi frutti con la distribuzione della cassetta Jah Won't Pay the Bills nel 1991.
Mentre Nowell stava preparando il tour con il nuovo materiale, scoprì che Gaugh stava affrontando alcuni problemi con la droga. Gaugh così, decise presto di trasferirsi in un centro di riabilitazione.
Piuttosto che fare il tour senza Gaugh, il trio decise di concentrarsi sulla registrazione della propria musica nello studio. Nel 1992, 40oz. to Freedom fu messo in vendita. Kelly Vargas sostituì temporaneamente Gaugh. Sessantamila copie furono distribuite e vendute dal bagagliaio della macchina di Nowell. Nonostante però, la crescente fama nel Sud della California, i Sublime non avevano ancora stipulato nessun contratto di registrazione con una grande etichetta. (Durante questo periodo Nowell si era unito con l'amica Gwen Stefani, del gruppo ska dei No Doubt, anche loro del Sud-California, per registrare il singolo Saw Red, che fu poi integrato e distribuito nell'album Robbin' the Hood.
Frustrato dai continui rifiuti delle maggiori case discografiche, Nowell entrò in un periodo, durato due anni, in cui cominciò a fare uso di eroina. Nowell dichiarò che il suo ricorso all'eroina era giustificato, dicendo che aiutava la sua creatività artistica, e quindi incrementando le probabilità di catturare l'attenzione di una grande casa discografica. Circa un anno dopo, Tazy Phillipz portò una copia di 40oz. to Freedom alla stazione radio di Los Angeles, KROQ, richiedendo che la canzone Date Rape fosse aggiunta alla playlist. Poco dopo, la casa discografica MCA prese l'album 40oz. to Freedom e incominciò la distribuzione a livello nazionale.
L'attenzione da parte della grande etichetta non mise freno alla dipendenza di Nowell. Al contrario il suo uso di marijuana e di eroina aumentò. Le lotte di Nowell con la sua dipendenza, furono, occasionalmente, il soggetto di alcune sue canzoni. La canzone Pool Shark è uno degli esempi più ovvi del malessere di Nowell riportata nella sua musica: "Tu la porti via, ma io ne voglio sempre di più/un giorno perderò la guerra".
Nel febbraio del 1996, i Sublime ritornarono nello studio per registrare il loro terzo album. La produzione fu condotta da Paul Leary (anche produttore dei Marcy Playground e dei Meat Puppets) dei Butthole Surfers allo studio Pedernales di Willie Nelson a Austin in Texas. A quel tempo, la dipendenza di Nowell stava toccando il fondo: spese migliaia di dollari per l'eroina, mentre registrava i brani. Come risultato, spesso si ebbe, che la voce di Nowell era inconsistente. Leary ebbe così paura che facendo circolare queste registrazioni avrebbe ottenuto solo rifiuti. Nowell, allora, fece ritorno a casa, a causa del suo esagerato ricorso alla droga.

### 1996 – La morte
Due giorni dopo il matrimonio di Nowell, i Sublime fecero un tour di cinque giorni attraverso le città della California in preparazione del tour estivo in Europa. Il tour europeo era stato ideato per promuovere il loro ultimo album, ma il 25 maggio 1996, prima di pagare il conto al San Francisco Hotel, i componenti della band Gaugh e Wilson, trovarono il corpo di Bradley Nowell senza vita. Nowell morì all'età di 28 anni, vittima di una fatale overdose di eroina. L'ultima performance di Nowell fu eseguita al Phoenix Theater a Petaluma, in California.
Nowell fu cremato, e le sue ceneri furono sparse nelle acque del luogo in cui Nowell preferiva andare a fare surf. In sua memoria, una lapide fu posizionata al Westminster Memorial, a Westminster, in California. Al funerale, il 27 maggio del 1996, Jim Nowell, il padre di Bradley Nowell, disse:
"Brad, per me, vivrà per sempre dentro suo figlio, Jake, e noi tutti possiamo trovare sollievo dal nostro dolore amando e allevando il figlio che ci ha lasciato. Brad ha toccato molte persone con la sua personalità e il suo genio musicale, e siamo fortunati per averlo avuto nelle nostre vite. Uomini che vissero più a lungo di lui hanno ottenuto meno, e sono felice che ora sia in pace."
Troy Nowell, la moglie di Nowell credeva che Brad avesse ottenuto tutto quello che sperava di ottenere in vita: Brad voleva diventare padre, riallacciare con la sua famiglia, avere una band che raggiungesse la gloria e riuscire a registrare un album meraviglioso. Secondo Troy Nowell, Bradley Nowell fece tutte queste cose nei 28 anni della sua vita. Poche settimane dopo la morte di Nowell, i No Doubt organizzarono un concerto come tributo a Nowell. La vedova Nowell e le varie band che suonarono vollero chiarire che non stavano facendo ciò per rendere affascinante il modo in cui Nowell morì, ma per celebrare la sua vita e per stabilire un fondo per il college destinato a Jakob, suo figlio.
L'11 gennaio 1997, in un articolo del Los Angeles Times intitolato Cautionary Concert In Rocker's Memory, il giornalista Jerry Crowe riportò le parole dette dal bassista dei No Doubt Tony Kanal: Ovviamente, è molto emozionante perché sei là, mentre suoni in un concerto per commemorare un buon amico che se ne è andato, e che se ne è andato per motivi molto sbagliati. Ma sei lì anche per cambiare le cose e prevenire avvenimenti del genere affinché non accadano mai più. Molte volte sentiamo di musicisti che fanno uso di droghe ed è scontato. Dirai subito una cosa del tipo, "Oh, starà bene. Qualcuno si prenderà cura di lui." Ma non è vero, è importante per ciascuno di noi alzarsi e dire, "Basta con questa m***a." è tempo di fare la differenza. Jason Westfall, uno dei manager dei Sublime, dichiarò che i membri del gruppo sopravvissuti non avevano interesse nel continuare a suonare sotto il nome di Sublime. "Proprio come i Nirvana, i Sublime sono morti quando Brad è morto."

### 1996-presente – Dopo la morte
Alla luce della morte di Nowell, i produttori considerarono la possibilità di non distribuire l'ultimo album dei sublime. Dopo alcune discussioni, l'album, finalmente fu messo in vendita il 30 luglio 1996, ma il titolo originale, Killin' It fu sostituito con Sublime, il nome del gruppo stesso. Nel 1997 l'album produsse tre grandi radio-hits: la ballata Reggae Santeria, la canzone contro la prostituzione, Wrong Way, e la canzone ispirata a Summertime di George Gershwin, Doin' Time. Inoltre la canzone What I Got divenne ben presto la numero uno nella hit-parade Modern rock. Tutte queste canzoni furono accompagnate da video musicali, con frammenti di video in cui appariva Nowell. Sorprendendo molti, I Sublime divennero la band rock americana più famosa del 1997 e l'album Sublime vendette oltre 3.5 milioni di copie.

## Curiosità

### Matrimonio e paternità
Durante il tour della metà degli anni novanta, Nowell incontrò Troy Dendekker. La Dendekker era cresciuta nella California del Sud, con una madre tossico-dipendente e un padre che anche faceva uso di droga e apparteneva ad una banda di motociclisti. Nowell seguì la disintossicazione e la riabilitazione più volte, ma tali trattamenti di solito avevano breve successo che, lasciavano in disappunto la famiglia di Nowell e i suoi amici.
Nel settembre del 1994, Nowell e Dendekker seppero di stare aspettando un figlio, che nel giugno del 1995, nacque: Jakob James Nowell. Il 18 maggio del 1996, i due si sposarono; in un tentativo di prendersi pienamente la responsabilità sia di padre che di marito, Nowell, tentò di nuovo di vincere la sua dipendenza, ma come la storia ci dimostra, non ci riuscì.

### Nowell e "Lou Dog"
Louie, o come spesso veniva chiamato, Lou Dog, fu il dalmata di Bradley Nowell, che divenne la mascotte dei Sublime. Fra Nowell e il suo cane c'era un rapporto d'affetto estremamente intenso. Non raramente Lou Dog aveva il permesso di vagare sul palcoscenico durante i concerti dei Sublime; comparve sulle copertine degli album del gruppo, nei loro video, e non raramente fu citato nei testi delle canzoni. Per questi motivi qualcuno definiva Lou Dog "il primo cane rockstar del mondo". Sul cane e le sue azioni il pubblico ebbe anche informazioni piuttosto insolite; per esempio, si seppe che aveva espletato un bisogno fisiologico negli uffici dell'MCA Records durante la stesura del contratto dei Sublime.
Fra i riferimenti a Lou Dog nei testi di Nowell ci sono i versi sul terzo album del gruppo "We took this trip to Garden Grove/It smelled like Lou Dog inside the van", e, nella hit What I Got, "Living with Lou Dog's the only way to stay sane.". All'inizio degli anni novanta, Lou Dog scomparve per una settimana. Nel Video Sublime — Stories, Tales, Lies, & Exaggerations, Nowell dichiarò di aver passato gran parte di quella settimana accanto alla cuccia del dalmata, piangendo per la sua perdita. Quando Lou Dog tornò dal suo padrone, Nowell salutò questo evento suonando una cover del brano The Day Lassie Went To The Moon dei Camper Van Beethoven, ribattezzandola The Day Lou Dog Went To The Moon. Alla morte di Nowell, nel 1996, il cofondatore della Skunk Records Michael "Miguel" Happoltd si prese cura di Lou Dog. Durante il lancio del terzo album Sublime, pubblicato dopo la morte di Nowell, Lou Dog fu protagonista dei video musicali del gruppo. Nel 2001 Lou Dog, morì di vecchiaia. Le sue ceneri furono sparse nell'oceano vicino al luogo in cui quelle di Brad Nowell erano state sparse, come simbolo di unità tra due amici di lunga data.

### Citazioni in brani di altri artisti
Nowell viene citato nella canzone Door Nails dei NOFX ("And this fix is for Bradley"), che ha come tema, appunto, la tossicodipendenza e Nowell è solo uno dei tanti artisti morti per overdose che i NOFX citano durante il ritornello.

## Discografia
- 1992 - 40oz. to Freedom (Skunk Records)
- 1994 - Robbin' the Hood (Skunk Records)
- 1996 - Sublime (MCA Records)